# Иванченко, Раиса Васильевна
Раиса Васильевна Иванченко (род. 15 февраля 1940, Опрышки, Полтавская область) — доярка совхоза имени Карла Маркса Аламединского района Чуйской области, Киргизская ССР. Герой Социалистического Труда (1976). Депутат Верховного Совета Киргизской ССР.

## Биография
Родилась в 1940 году в крестьянской семье в селе Опрышки Полтавской области.
С 1966 года трудилась дояркой в колхозе имени Карла Маркса Аламединского района. С 1972 года - член КПСС.
С 1973 года ежегодно показывала высокие результаты по надою молока. В 1973 году надоила в среднем по 3870 килограмм молока от каждой фуражной коровы, в 1974 году — по 4967 килограмм, в 1975 году — по 5362 килограмм и в 1976 году — по 5467 килограмм молока. Указом Президиума Верховного Совета СССР от 25 декабря 1976 года удостоена звания Героя Социалистического Труда с вручением ордена Ленина и золотой медали «Серп и Молот».
Неоднократно избиралась депутатом Верховного Совета Киргизской ССР (1975—1984).
Проживала в селе Октябрьское Аламединского района.